# Coublanc (Alto Marne)
Coublanc es una comuna francesa situada en el departamento de Alto Marne, en la región de Gran Este.

## Demografía
| 178 | 155 | 130 | 128 | 130 | 125 | 119 |
| Para los censos de 1962 a 1999 la población legal corresponde a la población sin duplicidades (Fuente: INSEE [Consultar]) |     |     |     |     |     |     |